# Comuna Oceretuvate, Tokmak
Oceretuvate (în ucraineană Очеретувате) este o comună în raionul Tokmak, regiunea Zaporijjea, Ucraina, formată din satele Oceretuvate (reședința) și Skeliuvate.

## Demografie
Componența lingvistică a comunei Oceretuvate
     Ucraineană (94,51%)
     Rusă (4%)
     Belarusă (1,49%)
Conform recensământului din 2001, majoritatea populației comunei Oceretuvate era vorbitoare de ucraineană (94,51%), existând în minoritate și vorbitori de rusă (4%) și belarusă (1,49%).